# محمود العسيلي
محمود محمد العسيلى (10 ديسمبر 1982 -)، مغني مصري. ولد في القاهرة والتحق بكلية الإعلام بالجامعة الأمريكية بالقاهرة وتخرج منها عام 2005.

## بداياته
حصل على لقب أفضل مطرب في الجامعة وبعدها أسس فرقة خاصة به.
وشارك مع إليسا في حفل عام 2002 وهناك إلتقي بأيمن عباس أحد منتجيه الآن، الذي عرض عليه في الحفل البدء في عمل ألبومه الأول.
وفي السادس من إبريل عام 2003 سجل العسيلي أول أغنية في الالبوم وهي «نرجع تاني». وفي مايو 2003 سجل أغنية «مجنونة» وأغنية «رايح علي فين».
بعدها قرر أيمن عباس البدء من رجلي الأعمال الشابين «حازم الكسيل» و«شامل أبوالفضل» بإنشاء شركة «فيوتشر للإنتاج الفني» وجعل البوم العسيلي هو أول إنتاجهم.
في الثامن عشر من يوليو 2003 قام العسيلي بتصوير «مجنونة» مع المخرج سامح مجدي، وفي الخامس والعشرين من نوفمبر 2003 اذيعت لأول مرة وحققت نجاح كبير.
وفي الثامن عشر من يوليو 2004 صور «رايح علي فين» مع المخرج حسن أبوالفتوح.

## ألبوماته
- رايح على فين إصدار 2003
- مين أنا إصدار 2006
- طول ما انتى جنبى إصدار 2009
- دنيا جديده إصدار 2012

وقام بالعديد من الأغاني المنفرده بلا ألبوم ومنها: تبات ونبات مع بشرى وأكيد في مصر مع مى سليم ومحمد كيلانى وكام واحد مع زاب ثروت.
كما قام بتأليف وغناء تتر مسلسل الرسوم المتحركة كوكب كراكيب، قام بتلحين وغناء تتر مسلسل الرسوم المتحركة القبطان عزوز.

## تمثيل
شارك في بطولة فيلم خليج نعمة عام 2007 للمخرج مجدي الهواري وتأليف أحمد البيه. كما قام بالتمثيل في مسلسل الأطفال بوجى وطمطم كضيف شرف.

## وصلات خارجية
- محمود العسيلي على موقع IMDb (الإنجليزية)
- محمود العسيلي على موقع الدهليز
- محمود العسيلي على موقع قاعدة بيانات الأفلام العربية
- محمود العسيلي على موقع ميوزك برينز (الإنجليزية)
- المدونة غير الرسمية لمحمود العسيلى